# Bizzarrini Strada

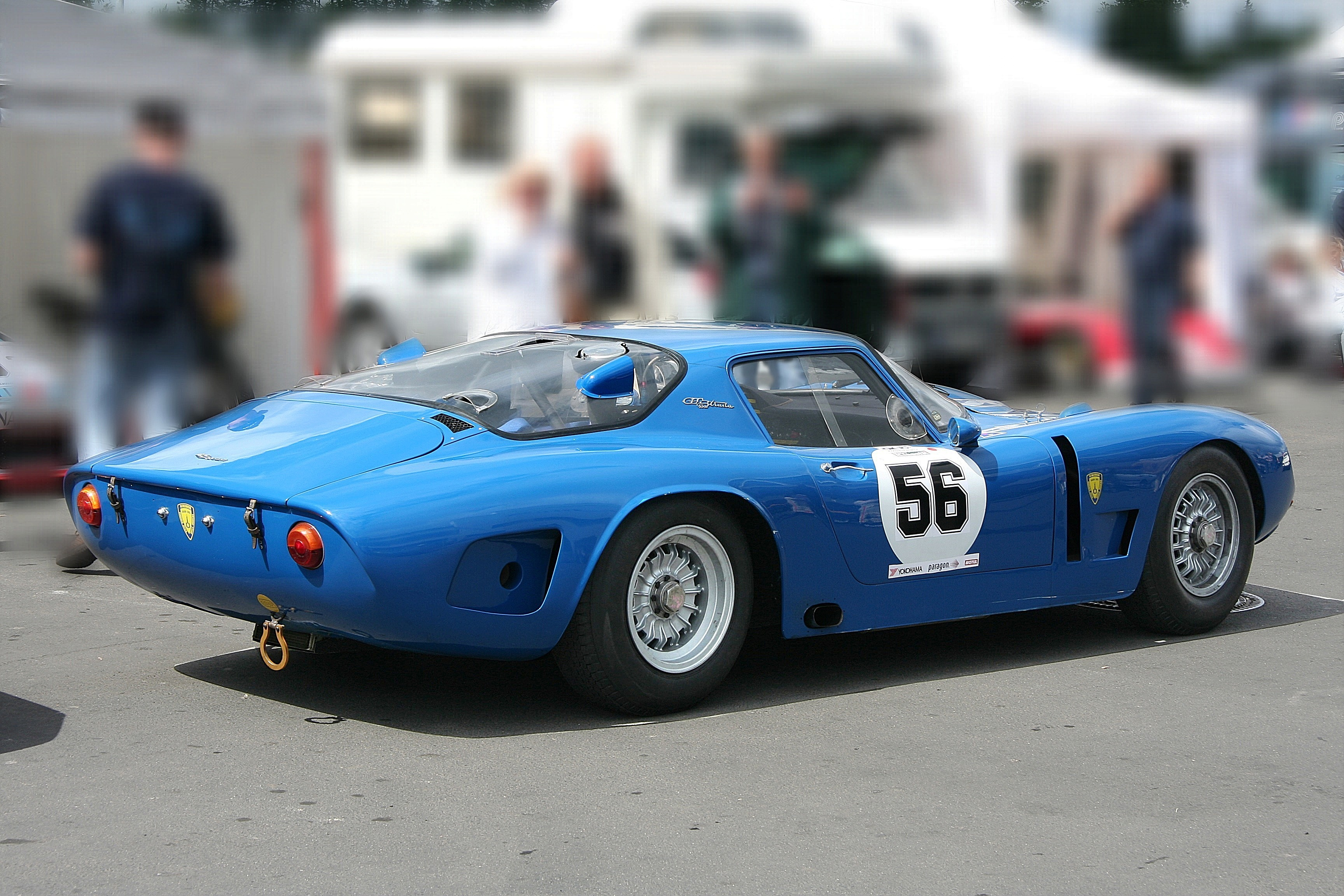
Vista posterior

El Bizzarrini Strada (también 5300 GT Strada y 5300 GT), fue un automóvil deportivo producido por Bizzarrini entre 1964 y 1968. Vendido como un cupé convertible de dos asientos con un perfil excepcionalmente bajo, dio lugar al modelo "Corsa" preparado para las pistas de competición, y resultó ser el modelo más exitoso de Bizzarrini.

## Historia
Diseñado por el ex ingeniero jefe de Ferrari Giotto Bizzarrini en 1963, el Strada fue lanzado por su compañía en 1964. Era similar en concepto al Iso Grifo, también diseñado por Bizzarrini, e incluso usó el nombre Grifo mientras estaba en la etapa de planificación, así como la plataforma soldada monocasco del Iso Rivolta 300.
El Strada, que adoptó una disposición de motor central frontal y tracción trasera, estaba propulsado por un motor Chevrolet Small-Block de 5358 cm³ (327 plg³) y tenía una potencia de 365 HP (272 kW) y un par motor de 385 N·m (284 lb·pie) en la versión legal para carreteras y de 400 HP (298 kW) en el Corsa. El automóvil podía acelerar de 0 a 100 km/h (62 mph) en menos de 7 segundos y alcanzaba una velocidad máxima de 280 km/h (174 mph). En modelos posteriores, el motor de 5358 cc fue reemplazado por un propulsor aún más grande de 7000 cc, equipado con un carburador Holley.
También se utilizaron frenos de disco en las cuatro ruedas Dunlop, una transmisión manual BorgWarner T-10 de cuatro velocidades, suspensión trasera con eje de Dion y diferencial de deslizamiento limitado. La carrocería de aluminio de estilo Giorgetto Giugiaro influido por Bertone, fue llamativo en su día y todavía se considera en el siglo XXI como "magnífico" y una "obra maestra absoluta". Se construyeron tres versiones del Bizzarrini 5300 Spyder S.I., incluido un prototipo convertible completo y dos versiones de producción que presentaban un techo duro desmontable.
En 1965, un Bizzarrini Grifo ganó su clase en Le Mans y terminó noveno en la general.
Se produjeron un total de 133 unidades entre 1964 y 1968.